# Filip Starzyński
Filip Starzyński (Szczecin, 1991. május 27. –) lengyel válogatott labdarúgó, a Zagłębie Lubin középpályása.
A lengyel válogatott tagjaként részt vett a 2016-os Európa-bajnokságon.

## Pályafutása

### Klubcsapatokban
A Wicher Przelewice együttesénél kezdte a pályafutását. Ezt követően a Salos Szczecinben játszott, ahol jól szerepelt, ezzel felhívta magára a figyelmet, és a Ruch Chorzów juniorcsapatához került. 2011 nyarán bekerült a felnőtt keretbe, és alapemberré vált. Öt év alatt 101 bajnoki mérkőzésen lépett pályára az Ekstraklasában a Ruch csapatában, és 21 gólt szerzett.
A 2015–16-os szezonra Belgiumba igazolt, a Lokerenhez csapatát erősítette. 2016 januárjában visszakerült Lengyelországba, kölcsönbe érkezett a  Zagłębie Lubinhoz. A 2016–17-es szezonban négy évre szóló szerződét kötött a Lublinnal.

### A válogatottban
Két meccset játszott Lengyelország U21-es válogatottjában. 2014 szeptemberében került be először nemzetközi mérkőzésre a felnőtt válogatottba. A 2016-os Eb-selejtezőn Franciaországban a Gibraltár elleni 7–0-ra megnyert találkozón Kamil Grosicki helyett csereként lépett a pályára a 78. percében. A 92. percben gólpasszt adott Robert Lewandowskinak, így állították be a végeredményt.
2016. március 26-án ismét játszott, a Finnország elleni 5–0-ra megnyert mérkőzésen, ahol megszerezte első gólját a válogatottban.